# Marilyn Van Derbur
Marilyn Van Derbur, née le 16 juin 1937 à Denver dans le Colorado, aux États-Unis, est une écrivaine, conférencière inspirante et actrice américaine, qui a été couronnée Miss Colorado (en) en 1957, puis Miss America 1958,. En 2011, elle reçoit un Prix d'excellence pour l'ensemble de son œuvre.

## Biographie

### Enfance
Marylin Van Derbur est née le 16 juillet 1937 à Denver dans le Colorado, elle est la plus jeune d'une fratrie de quatre filles d'une famille travaillant dans le secteur mortuaire. Elle a étudié à l'Université du Colorado où elle a acquis un diplôme en littérature anglaise en 1960. 

### Concours de beauté
Durant sa deuxième année d'université, Van Derbur a été couronné Miss de l'Université du Colorado en mai 1957. Elle participe au concours de Miss Colorado, et sera couronnée en juillet 1957. En septembre 1957, elle sera couronnée Miss America à Atlantic City, dans le New Jersey.

### Source de la traduction
- (en) Cet article est partiellement ou en totalité issu de l’article de Wikipédia en anglais intitulé « Marilyn Van Derbur » (voir la liste des auteurs).